# Somontano de Barbastro
El Somontano de Barbastro (en aragonés Semontano de Balbastro) es una comarca aragonesa situada en el centro-este de la provincia de Huesca (España), y cuya capital se sitúa en Barbastro.

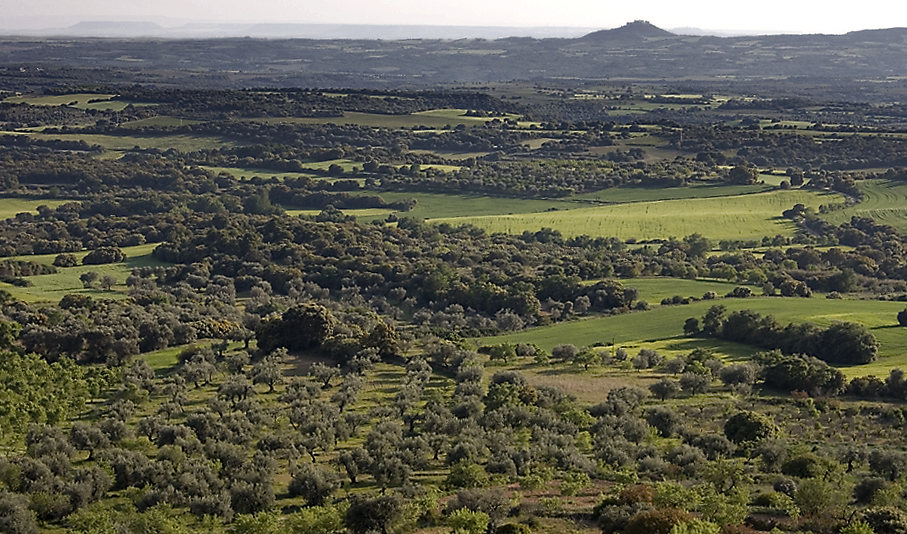
Somontano de Barbastro

## Municipios
La comarca engloba a los municipios Abiego, Adahuesca, Alquézar, Azara, Azlor, Barbastro, Barbuñales, Berbegal, Bierge, Castejón del Puente, Castillazuelo, Colungo, Estada, Estadilla, El Grado, Hoz y Costean, Ilche, Laluenga, Laperdiguera, Lascellas-Ponzano, Naval, Olvena, Peralta de Alcofea, Peraltilla, Pozán de Vero, Salas Altas, Salas Bajas, Santa María de Dulcis y Torres de Alcanadre.

## Geografía
Los ríos más importantes que la atraviesan son el Alcanadre, el Cinca, el Ésera y el Vero. Limita al norte con el Sobrarbe y el Alto Gállego, al este con la Ribagorza y la Litera, al sudeste con el Cinca Medio, al sur con los Monegros y al oeste con la Hoya de Huesca.
Parte de su territorio está ocupado por el Parque natural de la Sierra y los Cañones de Guara.

### Sierra y Cañones de Guara

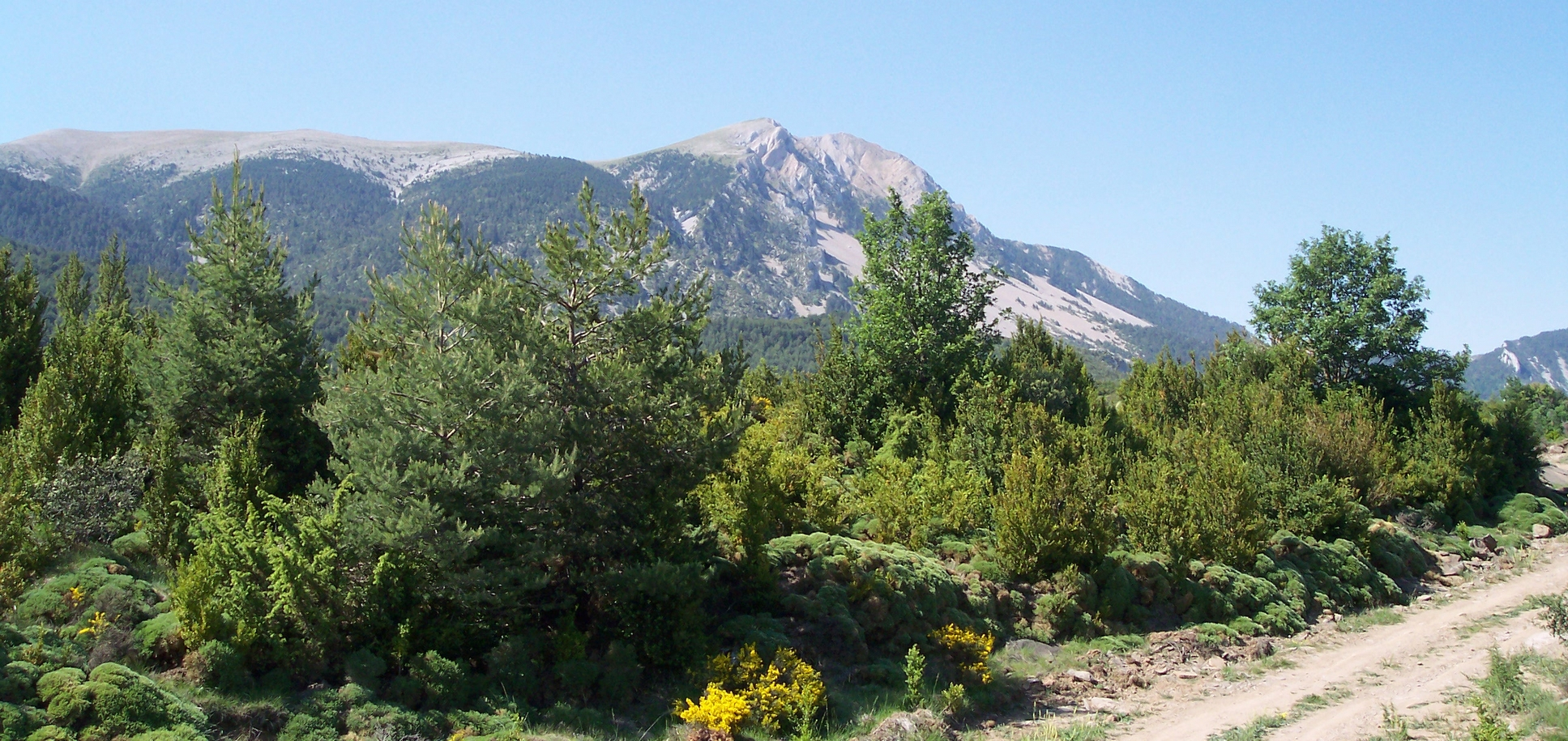
La sierra de Guara.

Se localiza en la provincia de Huesca, en las comarcas de Alto Gállego, Hoya de Huesca, Sobrarbe y Somontano de Barbastro. Abarca los municipios de Abiego, Adahuesca, Aínsa-Sobrarbe, Alquézar, Arguis, Bárcabo, Bierge, Boltaña, Caldearenas, Casbas de Huesca, Colungo, Huesca, Loporzano, Nueno y Sabiñánigo.
Cuenta con 47 453 ha y una zona periférica de protección que comprende otras 33 286 ha, siendo el espacio natural más grande de la comunidad. Sus cotas de altitud oscilan entre los 430 metros en el río Alcanadre hasta los 2 077 del pico de Guara.
Fue creado el 27 de diciembre de 1990 bajo el nombre de parque natural de la Sierra y Cañones de Guara.
Gracias a su geología, es un lugar propicio para la práctica de barranquismo y escalada.
Es también LIC y ZEPA.

## Historia

### La comarca como institución
La ley de creación de la comarca es la 4/2002 del 25 de marzo de 2002. Se constituyó el 17 de mayo de 2002. Las competencias le fueron traspasadas el 1 de julio de 2002.

## Economía
Su economía se basa en la industria de la alimentación, la construcción y la química en Barbastro; y la agricultura y la ganadería en las demás poblaciones. En la agricultura abunda el cereal y el vino posee denominación de origen que en los últimos años ha adquirido un gran prestigio.

## Política
| Cargo      | Nombre                            | Partido político |
| ---------- | --------------------------------- | ---------------- |
| Presidente | Daniel José Gracia Andreu         | PSOE             |
| Vocal      | Laura Bistuer Lisa                | PSOE             |
| Vocal      | Sergio Gambau Gracia              | PSOE             |
| Vocal      | Rosa Anabel Marcos Sánchez        | PSOE             |
| Vocal      | Mariano Jesús Lisa Pano           | PSOE             |
| Vocal      | María Cristina Juárez Gracia      | PSOE             |
| Vocal      | Miguel Ángel Ballabriga Giral     | PSOE             |
| Vocal      | María Soledad Fumanal Aguilar     | PSOE             |
| Vocal      | Jerónimo Santos Larroya Domper    | PSOE             |
| Vocal      | José Pedro Sierra                 | PP               |
| Vocal      | Lorenzo Borruel Gámiz             | PP               |
| Vocal      | Saúl Pérez Lacasa                 | PP               |
| Vocal      | Juan Antonio Malo Figuera         | PP               |
| Vocal      | Margarita Español Pallás          | PP               |
| Vocal      | Jesús Manuel Escudero Salvatierra | PP               |
| Vocal      | Francisco José Franco Ocáriz      | PP               |
| Vocal      | Jesús Tomás Batalla Bara          | PP               |
| Vocal      | Luis Óscar Domínguez Santaliestra | Cs               |
| Vocal      | Jordi Cañavate Alemany            | Cs               |
| Vocal      | Monserrat Galindo Altemir         | Cs               |
| Vocal      | María Jesús Morera Elpon          | PAR              |
| Vocal      | José Manuel Barros Finestra       | PAR              |
| Vocal      | María Carmen Martínez Coscujuela  | En común         |
| Vocal      | Ramón Campo Nadal                 | Cambiar          |
| Vocal      | Tania Castañera Bajoz             | CHA              |

| Elecciones 2019                  |        |         |         |            |
| Partido                          | Votos  | % Votos | Electos | Consejeros |
| PSOE                             | 4.333  | 33,27%  | 86      | 9          |
| PP                               | 3.960  | 30,41%  | 46      | 8          |
| Cs                               | 1.480  | 11,36%  | 11      | 3          |
| PAR                              | 1.031  | 7,92%   | 11      | 2          |
| AltoaragónEnComún-Municipalistas | 632    | 4,85%   | 2       | 1          |
| CH                               | 560    | 4,30%   | 1       | 1          |
| CHA                              | 548    | 4,21%   | 5       | 1          |
| VOX                              | 426    | 3,27%   | 1       | 0          |
| Agrupación salas alta            | 28     | 0,21%   | 1       | 0          |
| PODEMOS-EQUO                     | 26     | 0,20%   | 1       | 0          |
| Total                            | 13.024 | 100 %   | 165     | 25         |

## Territorio y población
| Nº | Municipio              | Extensión (km²) | % del total | Habitantes (2012) | % del total | Altitud (metros) | Pedanías                                                     |
| -- | ---------------------- | --------------- | ----------- | ----------------- | ----------- | ---------------- | ------------------------------------------------------------ |
| 1  | Abiego                 | 38,2            | 3,3         | 277               | 1,1         | 539              | Alberuela de Laliena.                                        |
| 2  | Adahuesca              | 52,5            | 4,6         | 182               | 0,7         | 616              |                                                              |
| 3  | Alquézar               | 32,4            | 2,8         | 301               | 1,2         | 660              | Radiquero.                                                   |
| 4  | Azara                  | 14,5            | 1,3         | 200               | 0,8         | 429              |                                                              |
| 5  | Azlor                  | 15,9            | 1,4         | 133               | 0,5         | 496              |                                                              |
| 6  | Barbastro              | 107,6           | 9,3         | 17.304            | 70,8        | 341              | Burceat, Cregenzán.                                          |
| 7  | Barbuñales             | 18,7            | 1,6         | 105               | 0,4         | 468              |                                                              |
| 8  | Berbegal               | 49,0            | 4,3         | 420               | 1,7         | 512              |                                                              |
| 9  | Bierge                 | 145,0           | 12,6        | 251               | 1,0         | 598              | Las Almunias, Morrano, Rodellar, San Román, Yaso.            |
| 10 | Castejón del Puente    | 25,4            | 2,2         | 360               | 1,5         | 382              |                                                              |
| 11 | Castillazuelo          | 15,3            | 1,3         | 189               | 0,8         | 368              |                                                              |
| 12 | Colungo                | 40,6            | 3,5         | 131               | 0,5         | 609              | Asque.                                                       |
| 13 | Estada                 | 15,9            | 1,4         | 230               | 0,9         | 382              |                                                              |
| 14 | Estadilla              | 46,8            | 4,1         | 855               | 3,5         | 450              |                                                              |
| 15 | Grado (El)             | 63,8            | 5,5         | 471               | 1,9         | 467              | Artasona, Coscojuela de Fantova, El Tozal, Enate.            |
| 16 | Hoz y Costeán          | 57,5            | 5,0         | 204               | 0,8         | 504              | Costeán, Guardia, Hoz de Barbastro, Montesa, Salinas de Hoz. |
| 17 | Ilche                  | 63,7            | 5,5         | 226               | 0,9         | 320              | Fornillos de Ilche, Monesma, Morilla, Odina, Permisán.       |
| 18 | Laluenga               | 36,5            | 3,2         | 221               | 0,9         | 479              |                                                              |
| 19 | Laperdiguera           | 11,3            | 1,0         | 101               | 0,4         | 462              |                                                              |
| 20 | Lascellas-Ponzano      | 27,3            | 2,4         | 143               | 0,6         | 533              | Ponzano.                                                     |
| 21 | Naval                  | 47,3            | 4,1         | 250               | 1,0         | 637              | Mipanas.                                                     |
| 22 | Olvena                 | 15,9            | 1,4         | 53                | 0,2         | 522              |                                                              |
| 23 | Peralta de Alcofea     | 116,1           | 10,1        | 596               | 2,4         | 402              | El Tormillo, Lagunarrota.                                    |
| 24 | Peraltilla             | 16,2            | 1,4         | 202               | 0,8         | 429              |                                                              |
| 25 | Pozán de Vero          | 14,8            | 1,3         | 243               | 1,0         | 408              |                                                              |
| 26 | Salas Altas            | 20,7            | 1,8         | 311               | 1,3         | 513              |                                                              |
| 27 | Salas Bajas            | 12,9            | 1,1         | 138               | 0,6         | 460              |                                                              |
| 28 | Santa María de Dulcis  | 27,2            | 2,4         | 226               | 0,9         | 522              | Buera, Huerta de Vero.                                       |
| 29 | Torres de Alcanadre    | 17,6            | 1,5         | 105               | 0,4         | 340              | Lacuadrada.                                                  |
| #  | Somontano de Barbastro | 1.166,6         | 100,0       | 24.428            | 100,0       | -                |                                                              |

## Matanza de religiosos de Somontano de Barbastro
- 9, 13 y 28 de agosto beatificación religiosos de Barbastro (Somontano de Barbastro)Monumento a los mártires claretianos de Barbastro

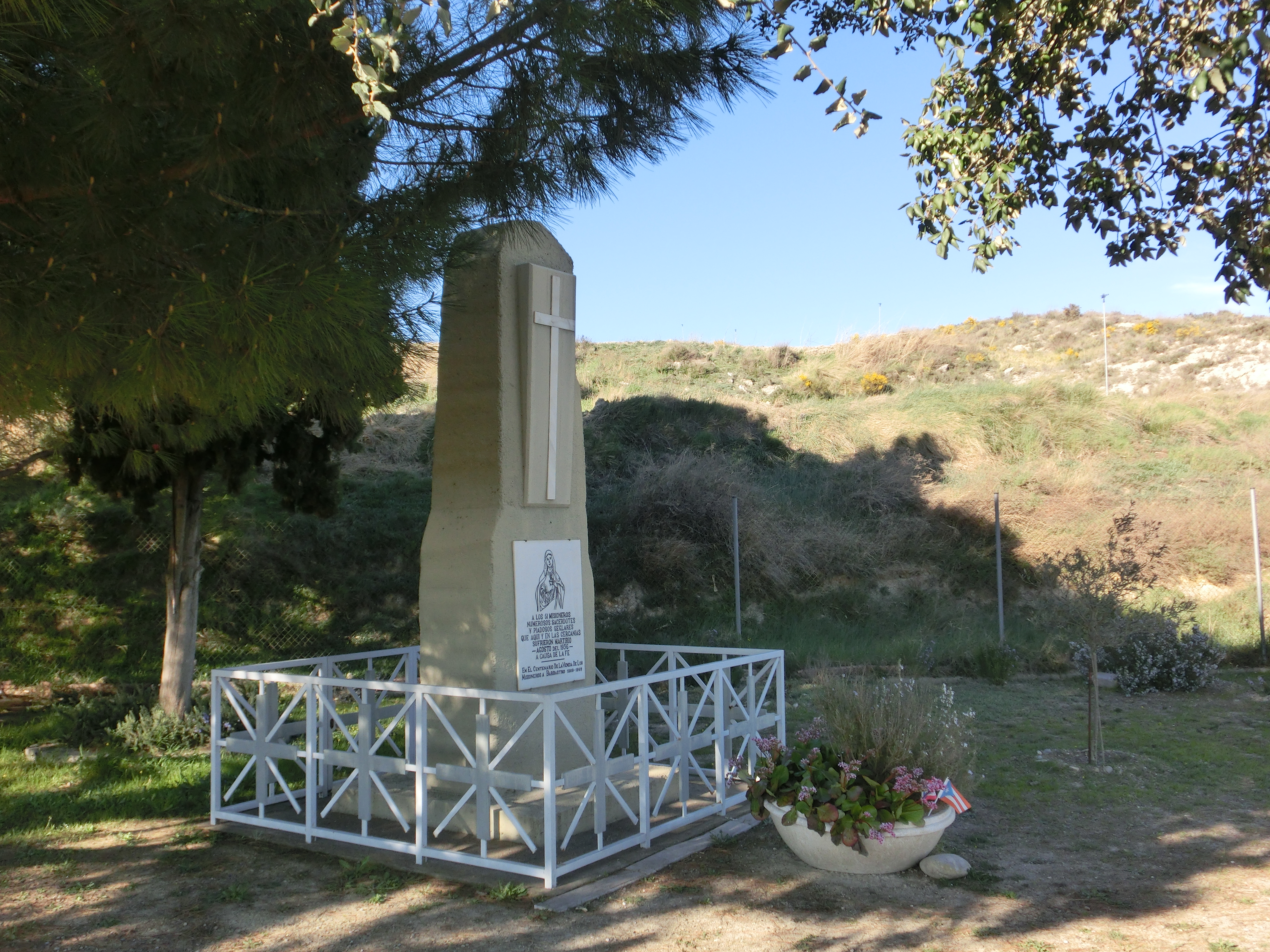
Monumento a los mártires claretianos de Barbastro

  - La Iglesia católica los considera mártires. Los 51 religiosos claretianos fueron beatificados el 25 de octubre de 1992[5] por el papa Juan Pablo II en Roma. Los 18 benedictinos del monasterio de El Pueyo fueron beatificados el 13 de octubre de 2013[6] por el papa Francisco en la beatificación de Tarragona.
  - El obispo Florentino Asensio Barroso también fue declarado mártir y la ceremonia de su beatificación fue presidida por Juan Pablo II el 4 de mayo de 1997.[7] Su festividad se celebra el 9 de agosto.
  - La festividad en memoria de los religiosos claretianos se celebra el día 13 de agosto cada año.[8] La festividad en memoria de los religiosos benedictinos el 28 de agosto.[9]